# Léider Preciado
Léider Calimenio Preciado (Tumaco, 26 februari 1977) is een voormalig Colombiaans voetballer die speelde als centrale aanvaller. Hij beëindigde zijn actieve loopbaan in 2011 bij de Colombiaanse club Independiente Santa Fe.

## Clubcarrière
Preciado speelde als spits. Hij maakte zijn debuut in het profvoetbal in 1995 als speler van Independiente Santa Fe. Met Deportivo Quito won hij tweemaal de Colombiaanse landstitel. Hij speelde tevens in Spanje (Racing Santander) en Saoedi-Arabië (Al Shabab).

## Interlandcarrière
Preciado kwam twaalf keer uit voor het Colombiaans voetbalelftal en scoorde daarbij vier keer. Onder leiding van bondscoach Hernán Darío Gómez maakte hij zijn debuut voor Los Cafeteros op 22 april 1998 in de vriendschappelijke uitwedstrijd tegen Chili (2-2) in Santiago. Hij viel in dat duel na 55 minuten in voor Victor Bonilla en scoorde tweemaal. Hij nam met zijn vaderland deel aan het WK voetbal 1998 in Frankrijk. Daar maakte hij de enige goal voor zijn vaderland in drie duels.

## Erelijst
Deportivo Quito
- Landskampioen

2008, 2009